# Rosalie Huzard
Pour les articles homonymes, voir Huzard.

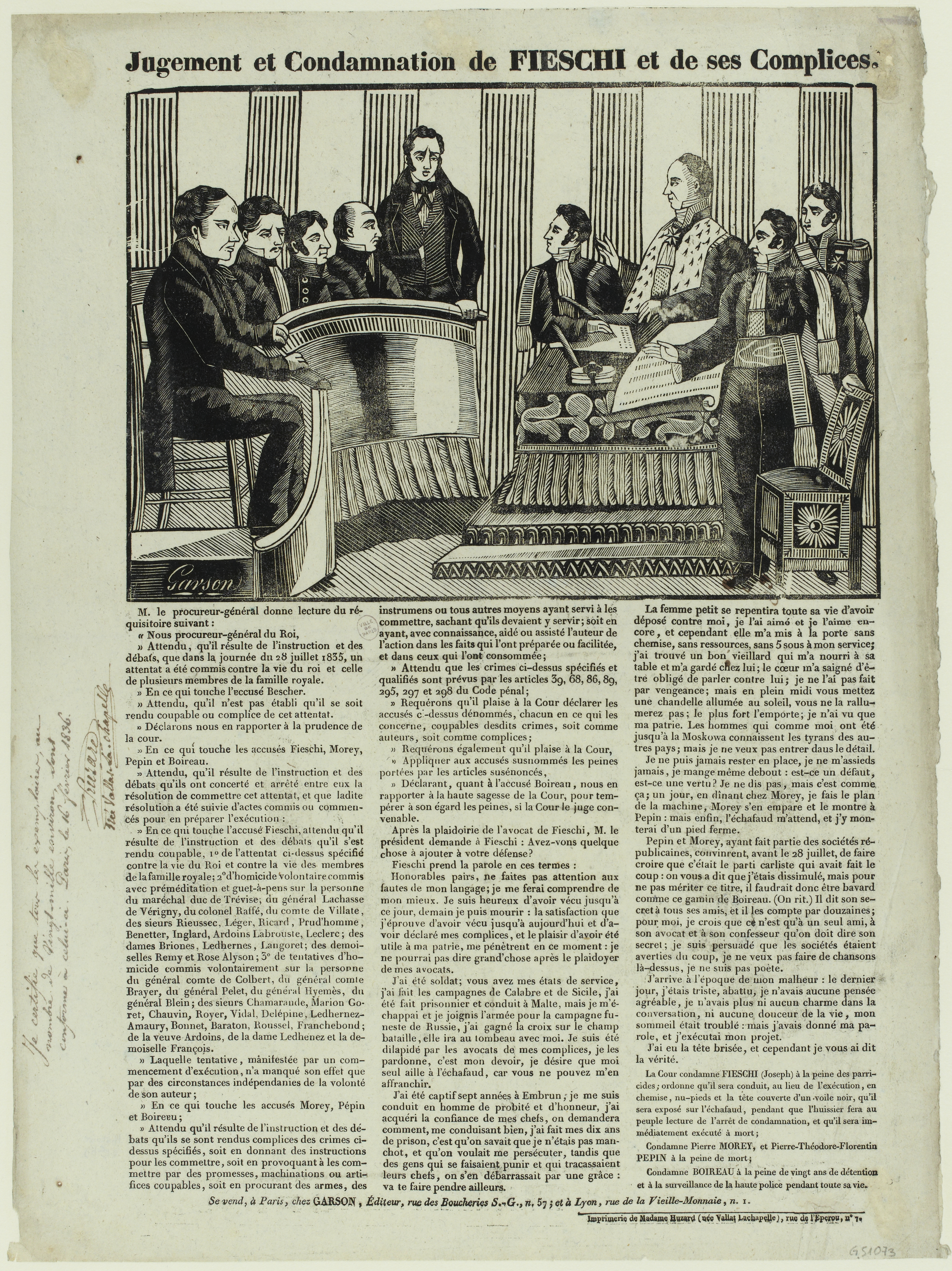
Estampe du graveur Garson, imprimée par Rosalie Huzard en 1836, à propos de la condamnation de Giuseppe Fieschi
pour l'attentat par machine infernale contre le roi Louis-Philippe.

Marie-Rosalie Huzard, née le 27 mai 1767 et morte le 31 janvier 1849, est une éditrice et imprimeuse française, spécialisée dans la littérature vétérinaire et agronomique. Elle contribua beaucoup à l’essor de ces disciplines au tournant des XVIIIe et XIXe siècles. Elle a également publié des ouvrages d’art.

## Biographie
Née dans une famille d’imprimeurs parisiens, Rosalie Vallat la Chapelle épouse en 1792 le vétérinaire Jean-Baptiste Huzard (1755-1838), à qui elle donnera un fils, Jean-Baptiste Huzard fils (1793-1838). Elle succède à sa mère, la « veuve Vallat la Chapelle », qui dirigeait déjà une maison d’édition. Sa maison d’édition, fondée en 1798, est située au n° 7, rue de l’Éperon à Paris, au moins de 1800 à 1839. Elle a parfois collaboré avec l’imprimerie Xhrouet.
Elle obtient un brevet d’imprimeur le 1er avril 1811, puis de libraire le 15 octobre 1816. Le 27 janvier 1811, elle est l’une des quatre femmes libraires maintenues dans sa profession. Elle achète en 1815 le fond agricole du libraire Marchand, en 1834 celui de la veuve Desray. Le 21 mai 1839, elle cède imprimerie et librairie à son gendre, Louis Bouchard-Huzard, qui gère l’entreprise depuis quinze ans. Elle est reprise ensuite par sa belle-fille, madame Bouchard-Huzard.
Rosalie Huzard publie notamment les Annales de l’agriculture (1811-1834), les Mémoires de la société d’agriculture du département de la Seine (1800-1818), les Annales des mines (1818-1823), ou encore l’Histoire de l’agriculture française de Jean-Baptiste Rougier de la Bergerie en 1815.

## Quelques auteurs publiés chezMmeHuzard
- Charles-Hélion de Barbançois-Villegongis
- Nicolas Brémontier
- Jean Chanorier
- Jean-Antoine Chaptal
- Narcisse Henri François Desportes
- Élie Dru
- Jean-Étienne Esquirol
- Nicolas François de Neufchâteau
- Adrien de Gasparin
- Huzard fils
- André Jullien
- Christophe-Joseph-Alexandre Mathieu de Dombasle
- Léonor Mérimée
- Jean Ouvrier
- Jean-Jacques Paulet
- Pierre Antoine Renault
- Albin Roussin
- Olivier de Serres
- John Sinclair
- Alfred de Vergnette de Lamotte